# Бердянский район
Бердя́нский райо́н (укр. Бердя́нський райо́н) — административная единица Запорожской области Украины.
Административный центр — город Бердянск.
В 2022 году район был оккупирован российскими войсками в ходе вторжения России на Украину.

## Географическое положение
Бердянский район находится в юго-восточной части Запорожской области, его площадь составляет 1776 км². Район граничит на западе с Приморским районом, на севере — с Черниговским и Бильмакским районами Запорожской области, на востоке — с Донецкой областью, на юге — побережье Азовского моря.
Вся территория района — степи. Большая часть Бердянского района лежит на Причерноморской низменности (высота 30−100 метров). В северной части района — отроги Приазовской возвышенности (высота до 200 метров). На юге район омывается Азовским морем. Северо-восточная часть Бердянского района расположена в пределах Левобережно-Днепровско-Приазовской северо-степной физико-географической провинции, юго-западная — в пределах Причерноморской средне-степной физико-географической провинции.
По территории района протекают реки Берестовая, Берда, Буртичия, Кильтичия, Обиточная, Чокрак, Камышеватая, Зелёная, Сосикулак, Куцая Бердянка.

## Население
Численность населения района в укрупнённых границах — 183,9 тыс. человек.
Численность населения района в границах до 17 июля 2020 года по состоянию на 1 января 2020 года — 24 274 человека, из них городского населения — 2 701 человек (пгт Андреевка), сельского — 21 573 человека. По данным переписи 2001 года, численность населения составляла 31 697 человек, на 1 января 2013 года — 26 240 человек.

## Административное устройство
Район в укрупнённых границах с 17 июля 2020 года делится на 8 территориальных общин (громад), в том числе 2 городские, 2 поселковые и 4 сельские общины (в скобках — их административные центры):
- Городские:
  - Бердянская городская община (город Бердянск),
  - Приморская городская община (город Приморск);
- Поселковые:
  - Андреевская поселковая община (пгт Андреевка),
  - Черниговская поселковая община (пгт Черниговка);
- Сельские:
  - Андровская сельская община (село Андровка),
  - Берестовская сельская община (село Берестовое),
  - Коларовская сельская община (село Болгарка, бывшая Коларовка),
  - Осипенковская сельская община (село Осипенко).

### История деления района
Район в старых границах до 17 июля 2020 года включал в себя:
| - Поселковых советов: 1 - Сельских советов: 11 | - Посёлков городского типа: 1 - Посёлков: 1 - Сёл: 35 |

Местные советы (в старых границах до 17 июля 2020 года)
| - Андреевский поселковый совет - Андровский сельский совет - Берестовский сельский совет - Дмитровский сельский совет - Долинский сельский совет - Карло-Марксовский сельский совет | - Луначарский сельский совет - Николаевский сельский совет - Новопетровский сельский совет - Новотроицкий сельский совет - Осипенковский сельский совет - Червонопольский сельский совет |

Населённые пункты (в старых границах до 17 июля 2020 года)
| с. Азовское пгт Андреевка с. Андровка пос. Бердянское с. Берестовое с. Глодово с. Дахно с. Деревецкое с. Дмитровка с. Долбино | с. Долинское с. Ивановка с. Калайтановка с. Коза с. Крымка с. Куликовское с. Малиновка с. Николаевка с. Новоивановка с. Новопетровка | с. Новосельское с. Новосолдатское с. Новотроицкое с. Оленовка с. Осипенко с. Полоузовка с. Радивоновка с. Сахно с. Сачки | с. Софиевка с. Старопетровка с. Троицкое с. Трояны с. Успеновка с. Червоное Поле с. Шевченко с. Шевченково |

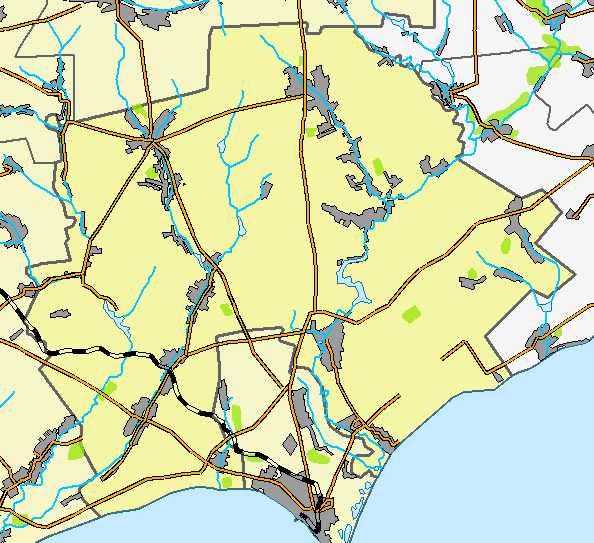
Район в старых границах до 17 июля 2020 года

## История

### XIX век
Административным центром обширной плодородной территории портовый город Бердянск на Азовском море стал в 1841 году. Именно тогда из Мелитопольского уезда Таврической губернии, управление которого до 1841 года находилось в Орехове, был выделен Бердянский «материковый» уезд Таврической губернии Российской империи с центром в приморском Бердянске. В том же 1841 году, при выделении Бердянского уезда, слобода Ново-Александровская на реке Молочной была переименована в город Мелитополь, куда и перенесено было из Орехова управление Мелитопольский уездом. Площадь Бердянского уезда по переписи поземельной собственности составила при этом 792463 «казённых» десятин (казённая десятина — 1,09 га). Западной границей уезда служил левый берег реки Молочной (Сутень, Сут-Су) от её истока до впадения в Молочное озеро и восточный берег Молочного озера. Северная и восточная граница Бердянского уезда проходила по течению рек Конки, Токмачки и реки Берды (Каяли-Берт, Каменистой Берты, Каялы, Большой Берды) вплоть до её устья, а южная — по берегу Азовского моря.
Частью Российской империи эти обширные территории Северного Приазовья (Крымской степи, Восточного Ногая) стали в 1783 году — в результате присоединения Крымского ханства к Российской империи. Накануне распада Российской империи, в 1917 году, Таврическую губернию с населением в 2059000 человек (255 тысяч человек в 1811 году; 517000 — в 1840 году; 658000 — в 1867 году; 1080000 — в 1885 году; 1447790 — в 1897 году; 1602700 — в 1905 году; 2 млн 59 тысяч человек — в 1914 году), центром которой был город Симферополь, составляли три крупных «материковых» уезда:
1. Бердянский (площадь уезда — 6386 кв. верст; население уезда без городского населения — более 227780 человек; плотность населения — 36 человек на 1 кв. версту);
2. Мелитопольский (площадь уезда — 11639,7 кв. верст; население уезда в 1892 году без города Мелитополя — 339299 человек; плотность населения — 29 человек на 1 кв. версту);
3. Днепровский или Алешкинский (площадь уезда — 11357 кв. верст; население уезда без городского населения — более 176864 человек; плотность населения — 16 человек на 1 кв. версту; уездный центр — древний, известный с XI века, город Алёшки-Олеши на реке Конке (в 1928—2016 годах — Цюрупинск Херсонской области)),

а также пять «полуостровных» уездов:
1. Феодосийский (6204 кв. верст; плотность населения — 29 чел. на 1 кв. версту);
2. Перекопский (5122 кв. верст; плотность населения — 10 чел. на 1 кв. версту),
3. Евпаторийский (5004 кв. верст; плотность населения — 14 чел. на 1 кв. версту);
4. Симферопольский (4154 кв. верст; плотность населения — 43 чел. на 1 кв. версту);
5. Ялтинский (1731 кв. верст; плотность населения — 91 чел. на 1 кв. версту).

### XX век
В 1918 году, в соответствии с законом (Универсалом) Украинской Народной Республики № 2-4.3.1918 Бердянск становится столицей Запорожской земли УНР — Запорожья (Запоріжжя), в состав которой вошли территории Мелитопольского и Бердянского уездов Таврической губернии. Губернский город Херсон законом УНР № 2-4.3.1918 был тогда объявлен столицей Запорожья Нового в составе Днепровского — «материкового» уезда Таврической губернии и Херсонского уезда Херсонской губернии. А город Александровск (ныне город Запорожье — нынешняя административная столица Запорожского края) вошел тогда в качестве заштатного города в состав Украинской земли, которую назвали Сечью. Столицей Сечи был объявлен в 1918 году город Катеринослав (Сичеслав) — нынешний Днепр. Соседний с Бердянском город Мариуполь в соответствии с Универсалом Украинской Народной Республики № 2-4.3.1918 был объявлен столицей Азовской земли, а древний город Славянск — столицей Половецкой земли. Таким образом, Запорожье с центром в городе Бердянске на востоке граничило с Азовской землей, на севере — с Сечью (столичный город — Катеринослав — Сичеслав), а на западе — с землей Нового Запорожья, столицей которого был город Херсон на реке Днепр, близ впадения его в Днепровский лиман Чёрного моря. Южная граница земли Запорожья Украинской Народной Республики проходила по северному берегу Азовского моря.
С апреля 1918 года и по декабрь 1918 года Бердянск — губернский город — центр Таврической губернии Украинской Державы, возглавляемой гетманом Павлом Скоропадским, в составе трех уездов: Днепровского, Мелитопольского и Бердянского.
28 января 1920 года Мелитопольский и Бердянский уезды постановлением Украинского Ревкома, были из Таврической губернии переданы в состав Екатеринославской губернии. 8 июня 1920 года постановлением Президиума Всеукраинского Центрального Исполнительного Комитета (ВУЦИК) была образована Александровская губерния с губернским центром в городе Александровске, в состав которой, наряду с Александровским и Мелитопольскими уездами, вошел и Бердянский уезд. 23 марта 1921 года Президиум ВУЦИК переименовал Александровскую губернию в Запорожскую, оставив губернским центром город Александровск. Этим же постановлением было утверждено деление Запорожской губернии на 5 уездов:
1. Запорожский (Александровский),
2. Бердянский,
3. Мелитопольский,
4. Больше-Токмакский,
5. Гуляй-Польский.

Этим же постановлением волости Захарьевская, Стародубская, Новоспасская и Петровская Мариупольского уезда Донецкой губернии (учрежденной 5 февраля 1919 года декретом Совнаркома Украины) были переданы в состав Бердянского уезда Запорожской губернии. 26 октября 1921 года из части волостей Мелитопольского уезда Запорожской губернии и Днепровского уезда Николаевской губернии, постановлением ВУЦИК, был образован Генический уезд в составе Запорожской губернии.
Таким образом, в конце 1921 года Запорожская губерния была разделена на 6 уездов и 127 волостей. Однако вскоре, постановлениями Президиума ВУЦИК от 21 и 25 октября 1922 года Запорожская губерния была ликвидирована и включена в состав Екатеринославской губернии. В 1923 году на Украине были ликвидированы такие территориальные административные единицы, как уезды, волости, и вместо них появились округа, районы, сельсоветы. И в соответствии с постановлениями ВУЦИК от 7 марта 1923 года Бердянск становится окружным городом. Учрежденный при этом Бердянский район (райцентр — село Новоспасовская) оказывается административным территориальным районным образованием большого Бердянского округа. В то же время, часть волостей бывшего обширного Бердянского уезда тогда оказалась в составе Мариупольского округа Донецкой губернии, административным центром которой был в то время город Бахмут.
Постановлениями ВУЦИК и СНК УССР от 11 июня 1924 года Болыше-Токмакский район был перечислен из состава Мелитопольского округа в Бердянский округ; одновременно, в пределах Бердянского округа был образован Молочанский (Гальбштадский) национальный район с преобладающим немецким населением. В связи с ликвидацией 1925 году на Украине части губерний и округов, Постановлением ВУЦИК и СНК УССР от 15 июня 1925 года был ликвидирован и Бердянский округ, а его районы оказались в составе Запорожского, Мелитопольского и Мариупольского округов. Именно тогда была ликвидирована и Донецкая губерния с центром в городе Артемовске (Бахмуте). И на её территории было создано пять округов: Артёмовский, Луганский, Мариупольский, Старобельский и Сталинский. Окружным городом Бердянского района бывшего Бердянского округа, ликвидированного в соответствии с Постановлением ВУЦИК и СНК УССР от 15 июня 1925 года, стал тогда соседний с Бердянском город Мариуполь. В 1930 году все территориальные округа на Украине были ликвидированы, а 484 района их составляющие со временем стали административными единицами образованных вслед за этим (9 февраля 1932 года) первых пяти крупных украинских областей: Винницкой, Днепропетровской, Киевской, Одесской и Харьковской. Бердянский район вошел тогда в Днепропетровскую область.
10 января 1939 года, в соответствии с указом Президиума Верховного Совета СССР из состава Днепропетровской области Украинской ССР была выделена — образована Запорожская область Украинской ССР в составе 10 районов:
1. Бердянского;
2. Васильевского;
3. Куйбышевского;
4. Мелитопольского;
5. Михайловского;
6. Ореховского;
7. Пологовского;
8. Приазовского;
9. Токмакского;
10. Червоноармейского.

Вскоре, уже 17 июля 1939 года Бердянский район был переименован в Осипенковский район, а город Бердянск в город Осипенко — в честь Героя Советского Союза, прославленной лётчицы и многократной мировой авиа-рекордсменки Осипенко Полины Денисовны (в девичестве — Полины Дудник) — уроженки пригородного с Бердянском старинного села Новоспасовки (Новоспасовской).
26 июня 1958 года Бердянску было возвращено прежнее название и Осипенковский район стал опять называться Бердянским.

### XXI век
17 июля 2020 года в результате административно-территориальной реформы район был укрупнён, в его состав вошли территории:
- Бердянского района,
- Приморского района,
- Черниговского района,
- а также города областного значения Бердянск.

## Археология
Вблизи села Дмитровка найдены каменные орудия труда и захоронения ямной, катакомбной и срубной культур эпохи бронзы. В одном из дмитровских курганов была найдена деревянная повозка с целиком сохранившимся колесом возрастом 5 тысяч лет — один из древнейших образцов колёсного транспорта на территории Украины.